# Kupwara (Distrikt)
Der Distrikt Kupwara (Urdu کپواڑہ ضلع) ist ein Distrikt im indischen Unionsterritorium Jammu und Kashmir.
Der Distrikt grenzt im Norden und Westen an den von Pakistan verwalteten Teil von Jammu und Kashmir und im Süden und Osten an den Distrikt Baramulla. Städte (Municipal Councils) im Distrikt sind Kupwara und Handwara.

## Verwaltungsgliederung
Der Distrikt ist in drei Tehsils gegliedert: Handwara, Karnah und Kupwara. Er besteht außerdem aus 11 Blöcken: Sogam, Tangdar, Teetwal, Ramhal, Kupwara, Rajwar, Kralpora, Langate, Wavoora, Trehgam und Kalaroos. Jeder Block hat eine Reihe von Panchayats.
Das Gebiet besitzt große Wälder und wird vom Nilam in Ost-West-Richtung durchflossen.

## Wirtschaft
Landwirtschaft ist die Haupteinnahmequelle der Menschen im Distrikt.

## Bevölkerung
Nach der Volkszählung von 2011 hatte Kupwara 875.354 Einwohner. Damit liegt der Distrikt auf Rang 471 von 640 in Indien. Kupwara hat eine Bevölkerungsdichte von 366 Einwohnern pro Quadratkilometer. Der Bevölkerungszuwachs von 2001 bis 2011 betrug 34,62 %. Der Distrikt hat eine Geschlechterverteilung von 843 Frauen auf 1000 Männer. Die Alphabetisierungsrate beträgt 64,51 %.
Die Menschen gehören meist zu den Kashmiri und es sind Gurjar an der Grenze zu Pakistan.

## Politik
Der Distrikt Kupwara hat fünf Wahlkreise: Karnah, Kupwara, Lolab, Handwara and Langate.